# Zone naturelle protégée du Lac-Dowdall
La zone naturelle protégée du Lac-Dowdall (anglais : Dowdall Lake Protected Natural Area) est une zone naturelle protégée du Nouveau-Brunswick située dans le comté de Saint-Jean. Cette aire protégée de 98 ha a été créée en 2008. Elle fait partie de la réserve de biosphère de Fundy.